# Giải thưởng Globe Soccer
Giải thưởng Globe Soccer (tiếng Anh: Globe Soccer Awards) là giải thưởng bóng đá được tổ chức bởi Hiệp hội các Câu lạc bộ Châu Âu (ECA) kết hợp với Hiệp hội các người đại diện cầu thủ châu Âu (EFAA) và được tổ chức bởi tổ chức Globe Soccer. Lễ trao giải được tổ chức tại thành phố Dubai, Các Tiểu vương quốc Ả Rập Thống nhất, nơi quy tụ các đại diện chính của bóng đá thế giới (FIFA, ECA, UEFA), UAE Pro League, các câu lạc bộ lớn trên thế giới và chủ sở hữu của chúng, khuyến khích trao đổi quan điểm về thế giới bóng đá như một mục tiêu chính, bên cạnh các vấn đề liên quan đến chuyển nhượng và thị trường bóng đá.

## Những người chiến thắng

### 2010
- Vào tháng 12 năm 2010, trong buổi bế mạc buổi lễ, the Audi Football Night, những người chiến thắng của Giải thưởng Globe Soccer đã được công bố:[5]

1. Người đại diện xuất sắc nhất năm –  Jorge Mendes
2. Người điều hành xuất sắc nhất năm –  Miguel Ángel Gil Marín (Atlético Madrid)
3. Giải thưởng Đặc biệt –  Adriano Galliani (Milan)

### 2011
- Vào tháng 12 năm 2011, sáu giải thưởng đã được công bố tại Dubai:[6]

1. Cầu thủ xuất sắc nhất năm –  Cristiano Ronaldo (Real Madrid)
2. Giải thưởng truyền thông –  Cristiano Ronaldo (Real Madrid)
3. Câu lạc bộ xuất sắc nhất năm –  Barcelona
4. Sự nghiệp cầu thủ –  Alessandro Del Piero (Juventus)
5. Người đại diện xuất sắc nhất năm –  Jorge Mendes
6. Sự nghiệp điều hành –  Pinto da Costa (Porto)

### 2012
- Vào tháng 12 năm 2012, 10 giải thưởng đã được công bố tại Dubai:[7]

1. Câu lạc bộ xuất sắc nhất năm –  Atlético Madrid
2. Cầu thủ xuất sắc nhất năm –  Radamel Falcao (Atlético Madrid)
3. Sự nghiệp cầu thủ –  Eric Abidal (Barcelona)
4. Cầu thủ xuất sắc nhất thế kỷ –  Diego Maradona
5. Người đại diện xuất sắc nhất năm –  Jorge Mendes
6. Sự nghiệp người đại diện –  Rob Jansen
7. Huấn luyện viên xuất sắc nhất năm –  José Mourinho (Real Madrid)
8. Cầu thủ ghi bàn xuất sắc nhất UAE –  Hassan Mohamed (Dubai CSC)
9. Giải thưởng truyền thông –  José Mourinho (Real Madrid)
10. Giải thưởng đặc biệt –  Michel Platini

### 2013
- Vào tháng 12 năm 2013, 10 giải thưởng đã được công bố tại Dubai:[8]

1. Cầu thủ xuất sắc nhất năm -  Franck Ribery (Bayern Munich)
2. Người đại diện xuất sắc nhất năm  -  Jorge Mendes
3. Sự nghiệp người đại diện  -  Giovanni Branchini
4. Sự nghiệp cầu thủ  -  Deco
5. Huấn luyện viên xuất sắc nhất năm  -  Antonio Conte (Juventus)
6. Sự nghiệp huấn luyện viên  -  Pep Guardiola (Bayern Munich)
7. Giải thưởng truyền thông  -  Pep Guardiola (Bayern Munich)
8. Câu lạc bộ xuất sắc nhất năm  -  Bayern Munich
9. Giải thưởng cầu thủ phá kỷ lục  -  Xavi (Barcelona)
10. Huấn luyện viên xuất sắc nhất GCC  -  Mahdi Ali (UAE)

### 2014
- Vào tháng 12 năm 2014, 13 giải thưởng đã được công bố tại Dubai:[9]

1. Cầu thủ xuất sắc nhất năm  -  Cristiano Ronaldo (Real Madrid)
2. Cầu thủ có nhiều người hâm mộ nhất, theo Marca -  Cristiano Ronaldo (Real Madrid)
3. Người đại diện xuất sắc nhất năm  -  Jorge Mendes
4. Sự nghiệp cầu thủ  -  Filippo Inzaghi
5. Huấn luyện viên xuất sắc nhất năm  -  Carlo Ancelotti (Real Madrid)
6. Giải thưởng truyền thông  -  Carlo Ancelotti (Real Madrid)
7. Câu lạc bộ xuất sắc nhất năm  -  Real Madrid
8. Chủ tịch xuất sắc nhất năm  -  Florentino Pérez (Real Madrid)
9. Cầu thủ có tầm ảnh hưởng nhất năm  -  James Rodríguez (Real Madrid)
10. Trọng tài xuất sắc nhất năm  -  Nicola Rizzoli
11. Điều hành truyền thông tốt nhất  -  Riccardo Silva
12. Cầu thủ Arab xuất sắc nhất năm  -  Medhi Benatia
13. Giải thưởng đặc biệt –  Atlético Madrid[10]

### 2015
- Vào tháng 12 năm 2015, 12 giải thưởng đã được công bố tại Dubai:[11]

1. Cầu thủ xuất sắc nhất năm -  Lionel Messi (FC Barcelona)
2. Người đại diện xuất sắc nhất năm  -  Jorge Mendes
3. Sự nghiệp cầu thủ-Giải thưởng 1  -  Andrea Pirlo
4. Sự nghiệp cầu thủ-Giải thưởng 2  -  Frank Lampard
5. Huấn luyện viên xuất sắc nhất năm  -  Marc Wilmots (Bỉ)
6. Xuất hiện trên truyền thông tốt nhất  -  Barcelona
7. Điều hành truyền thông tốt nhất  -  Javier Bordas
8. Câu lạc bộ xuất sắc nhất năm  -  Barcelona
9. Chủ tịch xuất sắc nhất năm  -  Josep Maria Bartomeu (Barcelona)
10. Trọng tài xuất sắc nhất năm  -  Ravshan Irmatov
11. Lò đào tạo cầu thủ trẻ tốt nhất năm  -  Benfica
12. Cầu thủ xuất sắc nhất GCC  -  Yasser Al-Shahrani (Al-Hilal)

### 2016
- Vào tháng 12 năm 2016, 15 giải thưởng đã được công bố tại Dubai:[12]

1. Cầu thủ xuất sắc nhất năm  -  Cristiano Ronaldo (Real Madrid)
2. Giải thưởng thân thiện -  Cristiano Ronaldo
3. Câu lạc bộ xuất sắc nhất năm  -  Real Madrid
4. Chủ tịch xuất sắc nhất năm  -  Florentino Pérez (Real Madrid)
5. Huấn luyện viên xuất sắc nhất năm  -  Fernando Santos (Bồ Đào Nha)
6. Trọng tài xuất sắc nhất năm  -  Mark Clattenburg
7. Cầu thủ xuất sắc nhất GCC  -  Omar Abdulrahman (Al Ain)
8. Câu lạc bộ xuất sắc nhất GCC  -  Al-Hilal FC
9. Cầu thủ xuất sắc nhất Arab  -  Mohamed Salah
10. Cầu thủ Trung Quốc xuất sắc nhất năm  -  Zheng Zhi (Quảng Châu)
11. Người đại diện xuất sắc nhất năm  -  Mino Raiola
12. Sự nghiệp cầu thủ -  Javier Zanetti
13. Sự nghiệp cầu thủ -  Samuel Eto'o
14. Giải thưởng đặc biệt -  Unai Emery
15. Cơ quan truyền thông thể thao tốt nhất của năm - MP & Silva

### 2017
- Vào tháng 12 năm 2017, 14 giải thưởng đã được công bố tại Dubai:[13]

1. Cầu thủ xuất sắc nhất năm  -  Cristiano Ronaldo (Real Madrid)
2. Câu lạc bộ xuất sắc nhất năm  -  Real Madrid
3. Huấn luyện viên xuất sắc nhất năm  -  Zinedine Zidane (Real Madrid)
4. Giải đấu xuất sắc nhất năm -  La Liga
5. Trọng tài xuất sắc nhất năm -  Felix Brych
6. Sự nghiệp cầu thủ -  Francesco Totti
7. Sự nghiệp cầu thủ -   Carles Puyol
8. Sự nghiệp huấn luyện viên -  Marcello Lippi
9. Huấn luyện viên xuất sắc nhất Arab -  Héctor Cúper (Ai Cập)
10. Đội tuyển Arab xuất sắc nhất -  Ả Rập Xê Út
11. Người đại diện xuất sắc nhất năm  -  Jorge Mendes
12. Giám đốc điều hành bóng đá xuất sắc nhất năm -  Vadim Vasilyev (Monaco)
13. Giải thưởng Kinh doanh Thể thao -  Ferran Soriano
14. Giải đặc biệt cho huấn luyện viên -  Diego Simeone (Atlético Madrid)

### 2018
- Vào tháng 12 năm 2018, 13 giải thưởng đã được công bố tại Dubai:[14]

1. Cầu thủ xuất sắc nhất năm -  Cristiano Ronaldo (Real Madrid, Juventus)
2. Giải thưởng 433 Fans' của Globe Soccer -  Cristiano Ronaldo (Real Madrid, Juventus)
3. Câu lạc bộ xuất sắc nhất năm -  Atlético Madrid
4. Huấn luyện viên xuất sắc nhất năm -  Didier Deschamps (Pháp)
5. Thủ môn xuất sắc nhất năm -  Alisson (Roma, Liverpool)
6. Người đại diện xuất sắc nhất năm -  Jorge Mendes
7. Giải thưởng đặc biệt -  Zvonimir Boban
8. Sự nghiệp cầu thủ -  Ronaldo
9. Sự nghiệp cầu thủ -   Blaise Matuidi
10. Sự nghiệp huấn luyện viên -  Fabio Capello
11. Giám đốc thể thao xuất sắc nhất năm -  Fabio Paratici (Juventus)
12. Sự nghiệp cầu thủ Arab -  Sami Al-Jaber
13. Trọng tài Arab xuất sắc nhất năm -  Mohammed Abdullah

### 2019
- Vào tháng 12 năm 2019, 16 giải thưởng đã được công bố tại Dubai:[15]

1. Cầu thủ nam xuất sắc nhất năm -  Cristiano Ronaldo (Juventus)
2. Cầu thủ có tầm ảnh hưởng nhất năm -  João Félix (Benfica, Atlético Madrid)
3. Cầu thủ nữ xuất sắc nhất năm -  Lucy Bronze (Lyon)
4. Trọng tài xuất sắc nhất năm -  Stéphanie Frappart
5. Sự nghiệp cầu thủ -  Miralem Pjanić (Juventus)
6. Giải thưởng Đối tác tốt nhất của năm do Sport Business bình chọn -  Manchester City and  SAP
7. Người đại diện -  Jorge Mendes
8. Sự nghiệp cầu thủ -  Ryan Giggs
9. Lò đào tạo trẻ xuất sắc nhất năm -   Ajax and  Benfica
10. Cầu thủ trẻ Arab xuất sắc nhất năm -  Achraf Hakimi (Borussia Dortmund)
11. Câu lạc bộ Arab xuất sắc nhất năm -  Al-Hilal
12. Cầu thủ Arab xuất sắc nhất năm -  Abderrazak Hamdallah (Al-Nassr)
13. Câu lạc bộ xuất sắc nhất năm -  Liverpool
14. Huấn luyện viên xuất sắc nhất năm -  Jürgen Klopp (Liverpool)
15. Thủ môn xuất sắc nhất năm -  Alisson (Liverpool)
16. Giám đốc thể thao xuất sắc nhất năm -  Andrea Berta (Atlético Madrid)

### 2020
- Vào tháng 12 năm 2020, 10 giải thưởng đã được công bố tại Dubai:[16]

1. Cầu thủ xuất sắc nhất thập kỷ 2001–2020:  Cristiano Ronaldo (Juventus)
2. Cầu thủ xuất sắc nhất năm:  Robert Lewandowski (Bayern Munich)
3. Sự nghiệp cầu thủ:  Iker Casillas
4. Sự nghiệp cầu thủ:  Gerard Piqué (Barcelona)
5. Huấn luyện viên xuất sắc nhất thập kỷ 2001–2020:  Pep Guardiola (Manchester City)
6. Huấn luyện viên xuất sắc nhất năm:  Hansi Flick (Bayern Munich)
7. Câu lạc bộ xuất sắc nhất thập kỷ 2001–2020:  Real Madrid
8. Câu lạc bộ xuất sắc nhất năm:  Bayern Munich
9. Người đạt danh hiệu hàng đầu ở Trung Đông:  Al Ahly
10. Người đại diện xuất sắc nhất thập kỷ 2001–2020:  Jorge Mendes

### 2021
- Vào tháng 12 năm 2021, 17 giải thưởng đã được công bố tại Dubai:

1. Cầu thủ ghi bàn nhiều nhất mọi thời đại:  Cristiano Ronaldo (Manchester United)
2. Giải thưởng Maradona:  Robert Lewandowski (Bayern Munich)
3. Quả bóng vàng Tiktok:  Robert Lewandowski (Bayern Munich)
4. Huấn luyện viên xuất sắc nhất năm:  Roberto Mancini (Italy)
5. Hậu vệ xuất sắc nhất năm:  Leonardo Bonucci (Juventus)
6. Thủ môn xuất sắc nhất năm:  Gianluigi Donnarumma (Milan / PSG)
7. Cầu thủ nam xuất sắc nhất năm:  Kylian Mbappé (PSG)
8. Cầu thủ nữ xuất sắc nhất năm:  Alexia Putellas (Barcelona)
9. Sự nghiệp cầu thủ:  Ronaldinho
10. Câu lạc bộ nam xuất sắc nhất năm:  Chelsea
11. Câu lạc bộ nữ xuất sắc nhất năm:  Barcelona
12. Lò đào tạo bóng đá trẻ tốt nhất ở châu Phi:  ZED
13. Người đại diện xuất sắc nhất năm:  Federico Pastorello
14. Giải thưởng đổi mới:  Serie A
15. Cầu thủ Esports xuất sắc nhất năm:  Msdossary7
16. Giám đốc thể thao xuất sắc nhất năm:  Txiki Begiristain (Manchester City)
17. Đội tuyển bóng đá xuất sắc nhất năm:  Ý

## Giải thưởng của thế kỷ

### Thế kỷ 20
Tại lễ trao Giải thươngt Globe Soccer 2012, tổ chức này đã quyết định trao giải thưởng đặc biệt để công nhận Cầu thủ xuất sắc nhất thế kỷ 20.
- Cầu thủ xuất sắc nhất thế kỷ 20:  Diego Armando Maradona (Argentinos Juniors/Boca Juniors/Barcelona/Napoli/Sevilla/Newell's Old Boys/Argentina)

### Thế kỷ 21
Tại Lễ trao Giải thưởng Globe Soccer 2020, tổ chức này đã quyết định đồng thời trao một loạt giải thưởng đặc biệt được gọi là Giải thưởng thế kỷ 21, nhằm công nhận những nhân vật quan trọng nhất của bóng đá giai đoạn 2001–2020. Lễ trao giải có sự tham gia của các cá nhân khác nhau có liên quan đến thế giới bóng đá, trong đó nổi bật là chủ tịch của FIFA Gianni Infantino, người đã có bài phát biểu tại hội nghị.
- Cầu thủ xuất sắc nhất thế kỷ 21:  Cristiano Ronaldo (Sporting CP/Manchester United/Real Madrid/Juventus/Bồ Đào Nha)
- Huấn luyện viên xuất sắc nhất thế kỷ 21:  Pep Guardiola (Barcelona/Bayern Munich/Manchester City)
- Câu lạc bộ xuất sắc nhất thế kỷ 21:  Real Madrid
- Người đại diện xuất sắc nhất thế kỷ 21:  Jorge Mendes

## Giải thưởng người đại diện xuất sắc nhất năm
- 2010 –  Jorge Mendes (1)
- 2011 –  Jorge Mendes (2)
- 2012 –  Jorge Mendes (3)
- 2013 –  Jorge Mendes (4)
- 2014 –  Jorge Mendes (5)
- 2015 –  Jorge Mendes (6)
- 2016 –   Mino Raiola (1)
- 2017 –  Jorge Mendes (7)
- 2018 –  Jorge Mendes (8)
- 2019 –  Jorge Mendes (9)
- 2020 –  Jorge Mendes (10)
- 2021 –  Federico Pastorello (1)

### Người đại diện
- Jorge Mendes – 10 lần
- Mino Raiola – 1 lần
- Federico Pastorello – 1 lần

## Giải thưởng cầu thủ xuất sắc nhất năm

### Theo năm
- 2011 –  Cristiano Ronaldo (Real Madrid)
- 2012 –  Radamel Falcao (Atlético Madrid)
- 2013 –  Franck Ribery (Bayern Munich)
- 2014 –  Cristiano Ronaldo (Real Madrid) (2)
- 2015 –  Lionel Messi (Barcelona)
- 2016 –  Cristiano Ronaldo (Real Madrid) (3)
- 2017 –  Cristiano Ronaldo (Real Madrid) (4)
- 2018 –  Cristiano Ronaldo (Real Madrid/Juventus) (5)
- 2019 –  Cristiano Ronaldo (Juventus) (6)
- 2020 –  Robert Lewandowski (Bayern Munich)
- 2021 –  Kylian Mbappé (Paris Saint-Germain)
- 2022 –  Karim Benzema (Real Madrid)

### Cầu thủ
- Cristiano Ronaldo (Real Madrid / Juventus / Manchester United) – 6 lần
- Radamel Falcao (Atletico Madrid) – 1 lần
- Lionel Messi (Barcelona) – 1 lần
- Robert Lewandowski (Bayern Munich) – 1 lần
- Kylian Mbappé (Paris Saint-Germain) – 1 lần
- Karim Benzema (Real Madrid) - 1 lần

## Giải thưởng huấn luyện viên xuất sắc nhất năm
- 2012 –  José Mourinho (Real Madrid)
- 2013 –  Antonio Conte (Juventus)
- 2014 –  Carlo Ancelotti (Real Madrid)
- 2015 –  Marc Wilmots (Bỉ)
- 2016 –  Fernando Santos (Bồ Đào Nha)
- 2017 –  Zinedine Zidane (Real Madrid)
- 2018 –  Didier Deschamps (Pháp)
- 2019 –  Jürgen Klopp (Liverpool)
- 2020 –  Hansi Flick (Bayern Munich)
- 2021 –  Roberto Mancini (Ý)

## Giải thưởng câu lạc bộ xuất sắc nhất năm

### Theo năm
- 2011 –  Barcelona
- 2012 –  Atlético Madrid
- 2013 –  Bayern Munich
- 2014 –  Real Madrid
- 2015 –  Barcelona (2)
- 2016 –  Real Madrid (2)
- 2017 –  Real Madrid (3)
- 2018 –  Atlético Madrid (2)
- 2019 –  Liverpool
- 2020 –  Bayern Munich (2)
- 2021 –  Chelsea

### Câu lạc bộ
| Hạng | Câu lạc bộ      | Số lần đoạt giải |
| ---- | --------------- | ---------------- |
| 1    | Real Madrid     | 3                |
| 2    | Atlético Madrid | 2                |
| 2    | Barcelona       | 2                |
| 2    | Bayern Munich   | 2                |
| 5    | Liverpool       | 1                |
| 5    | Chelsea         | 1                |